# Alisa od Bigorre
Gospa Alisa (francuski Alix; Alisa Montfortska; 1217./1220. — 1255.) bila je grofica suo iure Bigorre.
Ona je bila najstarije dijete grofice Petronille od Bigorre, koja je umrla 1251. nakon što se povukla u samostan. 
Alisin je otac bio grof Bigorre de jure uxoris, Guy de Montfort (treći muž Alisine majke).
Sestra gospe Alise bila je gospa Pétronille, koja je bila supruga Rudolfa de la Roche-Tessona. Alisina polusestra je bila gospa Marta od Marsana.
Alisa se udala za lorda Jordana od Chabanaisa. Njegov je rođak Boson bio oženio njenu majku.
Nakon muževljeve smrti, Alisa se preudala za lorda Rudolfa Courtenayskog od Illiersa (umro 1271.). Njihova je kći bila Matilda (umrla u Napulju 1303.), žena Filipa od Chietija. (Matilda je spomenuta u nekoliko povelja. Brak Alise i Rudolfa je potvrđen poveljom iz 1276.)

## Djeca Alise i Jordana
Alisa i Jordan su imali troje djece; ovo je njihov popis:
- Eskivat, grof Bigorre
- Jordan, koji je trebao biti bratov nasljednik
- Laura (umrla 1316.), koja je imala troje djece te je 1283. postala grofica Bigorre